# Clystea eliza
Clystea eliza là một loài bướm đêm thuộc phân họ Arctiinae, họ Erebidae.